# Grunzgroppe
Die Grunzgroppe (Rhamphocottus richardsonii) ist ein kleiner Fisch aus der Gruppe der Groppenverwandten (Cottales). Er lebt im nördlichen Pazifik, von Japan, über Alaska, entlang der Ostküste Nordamerikas bis zur Bucht von Santa Monica in Südkalifornien. 

## Merkmale
Die Grunzgroppe wird nur acht bis neun Zentimeter lang, wobei der  breite, spitzmäulige Kopf ein Drittel der Körperlänge ausmacht. Die Tiere haben in der Rückenflosse sieben bis acht harte und 12 bis 13 weiche Flossenstrahlen, die Afterflosse hat nur sechs bis sieben Weichstrahlen, Hartstrahlen fehlen. Die Schwanzflosse ist abgerundet. Die Brustflossen werden von einem Hart- und drei bis vier Weichstrahlen gestützt. Die unteren Strahlen der Bauchflossen stehen frei, sind verdickt und nicht durch eine Membran verbunden. Ähnlich wie die Knurrhähne nutzt die Grunzgroppe sie, um über den Meeresboden zu laufen. Alle Flossenstrahlen sind ungeteilt. Eine Schwimmblase fehlt. Das Seitenlinienorgan ist unvollständig.

## Lebensweise
Die Grunzgroppe lebt auf Fels- und Sandgrund, im Süden seines Verbreitungsgebietes bevorzugt der Fisch tieferes, kühles Wasser bis in Tiefen von 200 Metern. Die Tiere verbergen sich in leeren Muschelschalen und in weggeworfenen Flaschen und Dosen. Sie ernähren sich von Zooplankton, Fischlarven und kleinen Krebstieren.